# Planigale tenuirostris
Espèce
Statut de conservation UICN

 LC  : Préoccupation mineure
Statut CITES
Planigale tenuirostris est une espèce de marsupiaux de la famille des Dasyuridae, endémique d'Australie.

## Description physique
De couleur brun-roux sur le dos, beige sur l'abdomène et les griffes sont caramel. Sa tête et son corps sont légèrement aplatis, la tête a une forme triangulaire. La fine queue peut être aussi longue que le corps. La fourrure est soyeuse.  Poids moyen: 5,48 g.

## Répartition et habitat
Petit marsupial nocturne qui vit dans les terres intérieures de l’est de l’Australie.  On le retrouve dans divers habitats dont les sols argileux sont arides, dans des zones herbeuses ouvertes ou encore près des ruisseaux où la végétation se fait dense. Les failles dans le sol argileux, allant de 30 cm à plus de deux mètres, lui procurent des abris essentiels contre les prédateurs, l’intense chaleur de l’été et le froid de l’hiver. Sa fourrure soyeuse et sa peau lâche lui permettent  de s’y infiltrer aisément.
Il s’active généralement pendant de courtes périodes suivies d’un temps de repos plus bref.  Il se repose ou dort environ 21 heures par jour, et plus de 70 % de son activité nocturne se produit sous le sol, où il dévale les parois verticales des fissures. De nature curieuse, il explore continuellement son entourage.

## Alimentation
Il se nourrit en grande partie de scarabées, de sauterelles, de criquets, d’araignées, de petits lézards et de papillons de nuit qui vivent dans les fissures du sol, l’herbe et les buissons. Pour trouver ses proies, il enfonce sa tête étroite et légèrement aplatie dans le sol, remue la litière et explore la base des végétaux. Intrépide et habile de ses pattes de devant, il attaque des sauterelles ou des centipèdes plus gros que lui en les subjuguant par de rapides morsures à la tête et au corps. Comme plusieurs rongeurs, il s’assoit sur ses pattes arrière pour manger, libérant ainsi ses pattes avant pour mieux manier sa nourriture. L’eau que contiennent les insectes consommés est suffisante pour ce planigale qui n’a donc pas besoin de s’abreuver,.

## Reproduction
Les individus ne sont pas restreints à un territoire précis mais s’installent à un endroit où les proies abondent. Les densités de population sont faibles (>1/Hectare) et varient au cours d’une année. La période de reproduction s’étend de la fin juillet à la mi-janvier et, en moyenne, les femelles rendent à terme une seule portée. Pour attirer un partenaire, les femelles et les mâles émettent de petits cris. La gestation est de 19 jours et la portée contient  approximativement 6 petits mesurant 3 mm à la naissance. Ces derniers restent accrochés aux tétines de la mère jusqu’à ce qu’ils atteignent 40 jours. Ils acquièrent leur indépendance aux alentours de 95 jours.